# Jukebox

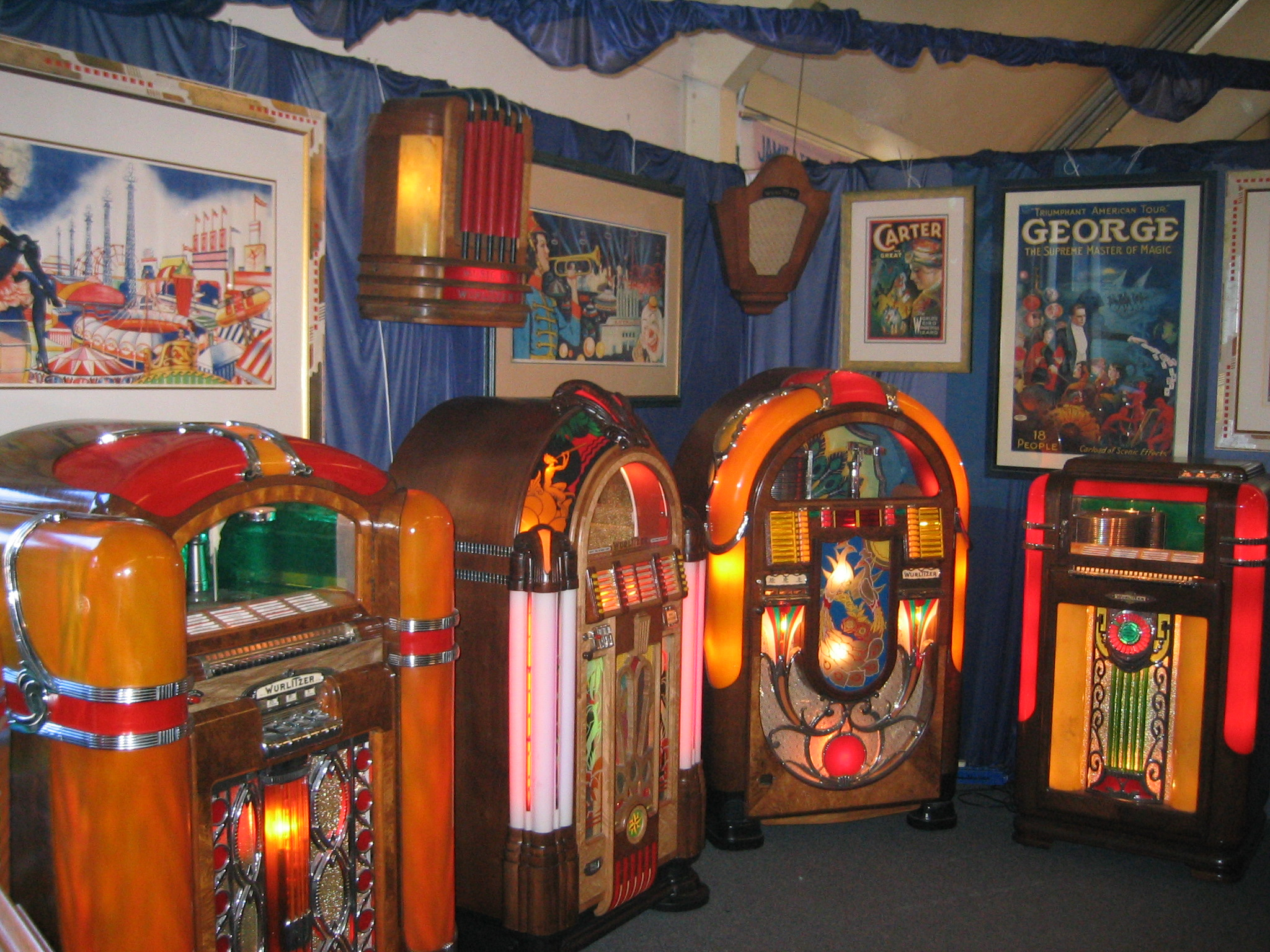
Jukeboxen der 1940er Jahre

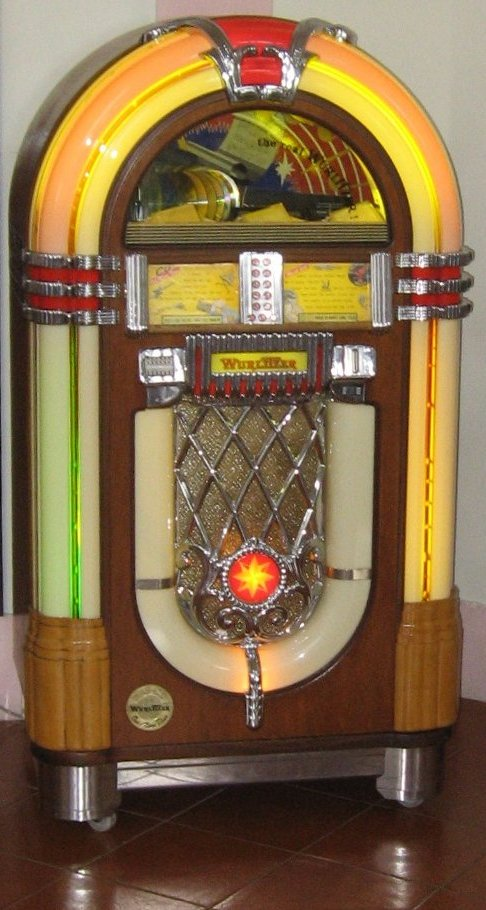
Reproduktion einer historischen Jukebox

Eine Jukebox ist ein Automat, der nach Einwurf von Münzen Musik abspielt. Im Deutschen ist auch der Begriff „Musikbox“ gebräuchlich. Der Begriff Jukebox kommt aus dem kreolischen Sprachraum und leitet sich von „jook“ bzw. „juke“ ab, das humorvoll obszöne Musik, Tanz oder Sprache bezeichnet.

## Geschichte

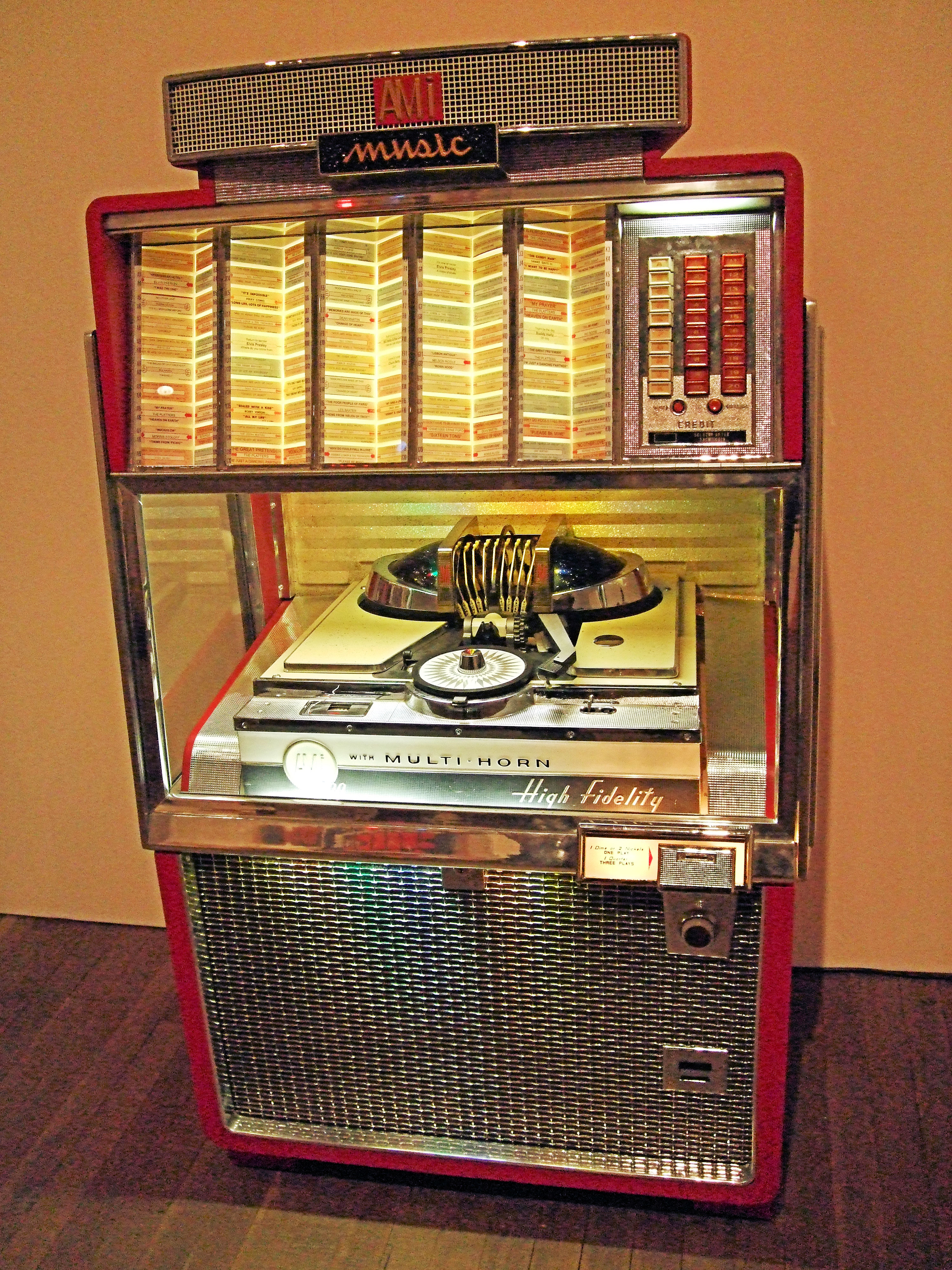
AMI Multi-Horn High Fidelity 200 Play

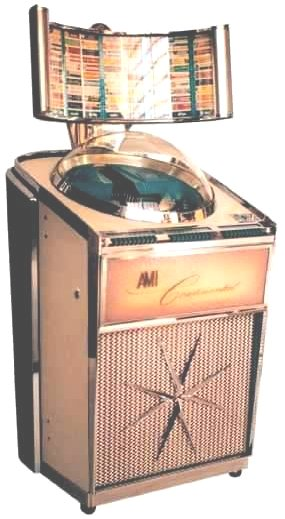
AMI Continental (1960)

Der Vorgänger der Jukebox, scherzhaft „Groschengrab“ genannt, war der automatische Phonograph, der Musik von einer Wachswalze abspielte. Die Geräte wurden ab 1889 in größeren Mengen von Graphophone und Edison in den USA produziert, nachdem Louis Glass am 23. November 1889 im Restaurant Palais Royal in San Francisco einen solchen öffentlich vorgeführt hatte. Die ersten Phonographen konnten nur kurze, höchstens zweiminütige Stücke in schlechter Tonqualität abspielen. Das änderte sich später durch die Erfindung der Schellack-Platte, welche die Dauer der Musikstücke auf drei bis dreieinhalb Minuten steigerte. Die Qualität der Wachswalzen wurden durch die Einführung der Conzert Walze 1899 verbessert und auf 4 Minuten verlängert. Erste münzbetriebene Automaten wurden unter anderem von Ernst Eisemann in Deutschland produziert.

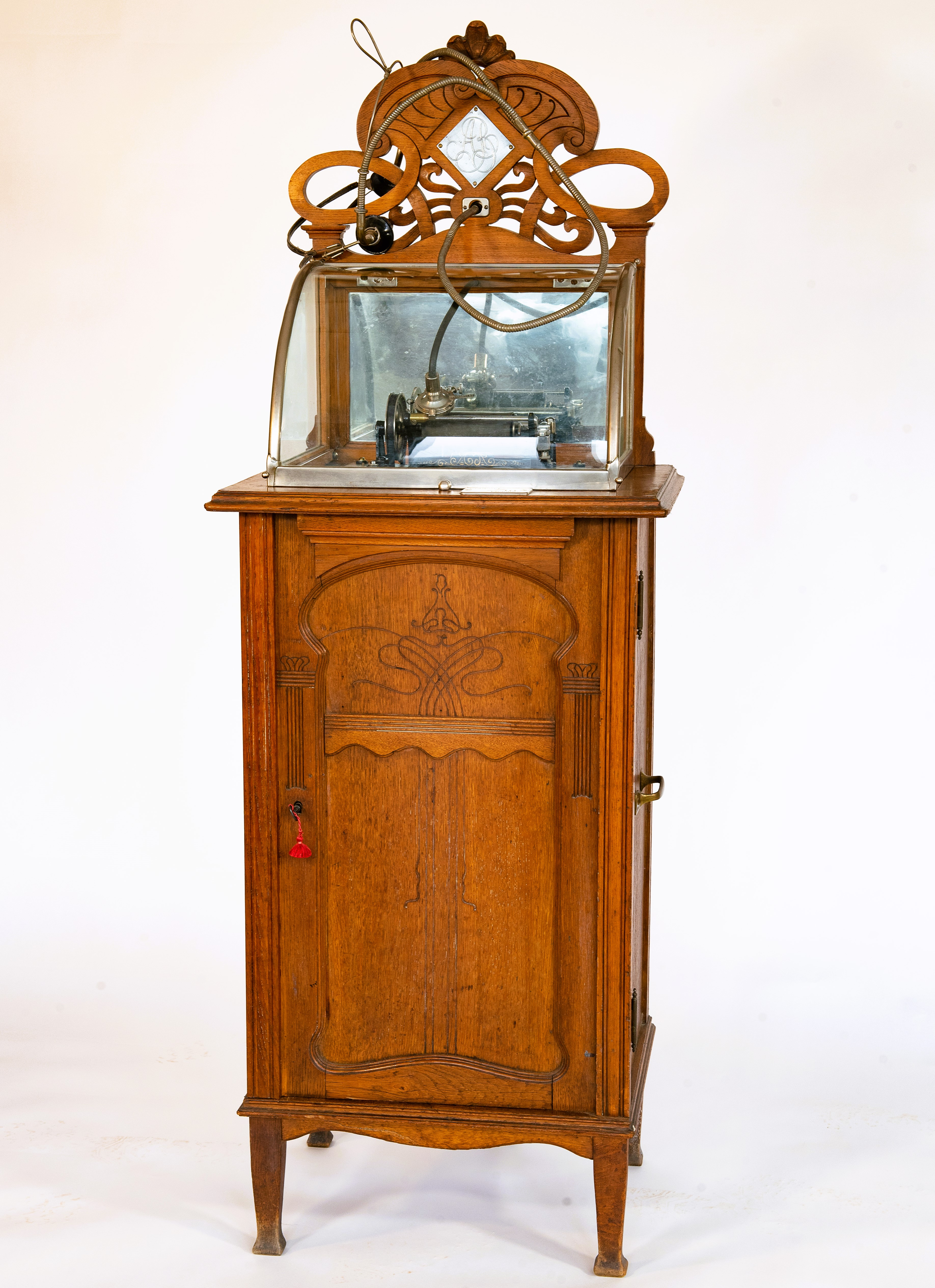
Münzbetriebener Musikautomat Meteor um 1900 von Ernst Eisemann

Bei diesen Geräten hatte der Kunde keine Möglichkeit, Musiktitel selbständig auszuwählen, da zum Wechsel des Musikstücks die Walze manuell gewechselt werden musste.
Die erste Jukebox im Sinne der Definition wurde 1902 von Cyrus Crooks Shigley (1866–1941) zum Patent angemeldet und anschließend unter dem Firmennamen The Multi-Phonograph Company vermarktet. Zwei Jahre später resultierte daraus die Multiphone Company.

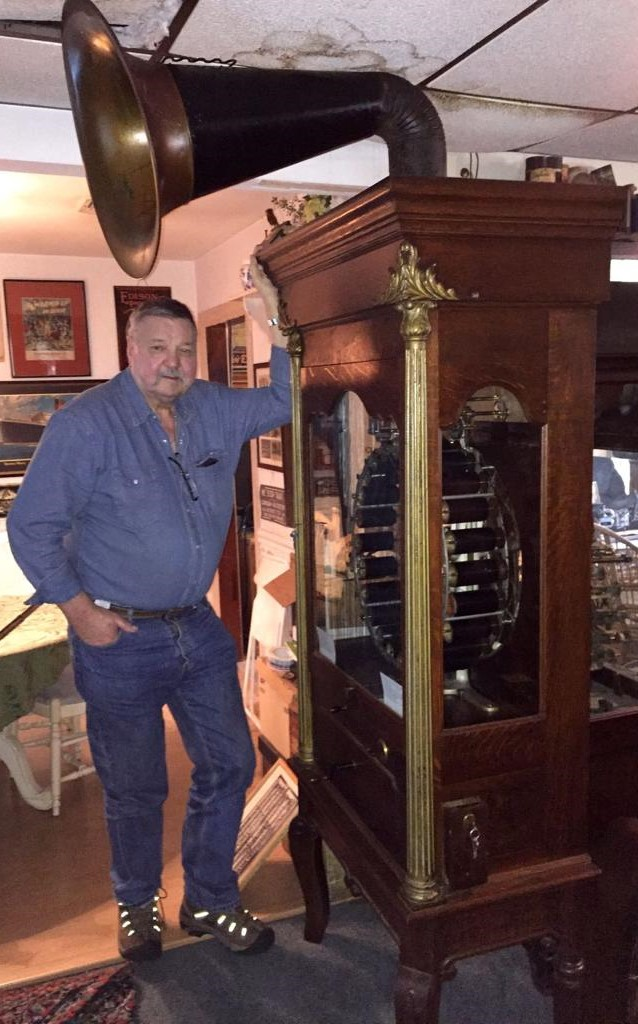
Erste Jukebox von 1904 von Cyrus Crooks Shigley

In den 1930er und frühen 1940er Jahren wurde offiziell die Bezeichnung Coin-Operated Phonograph (dt. münzbetriebener Phonograph) verwendet; erst ab 1946 setzte sich mit dem Modell AMI A (Mother of Plastic) der Begriff Jukebox durch. Im Jahr 1936 war die Rudolph Wurlitzer Company mit einer Jahresproduktion von fast 45.000 Geräten in den USA Marktführer. Seit den 1940er Jahren wurde die Vinylplatte als haltbareres Speichermedium genutzt, Ende der 1940er Jahre kamen bereits die ersten Single-Schallplatten (Drehzahl: 45/min) auf den Markt. Durch die in Deutschland stationierten GIs wurde die Jukebox in den 1950er Jahren auch im deutschsprachigen Raum populär. Der Durchbruch gelang im Zuge des Rock ’n’ Roll mit Interpreten wie Elvis Presley oder Bill Haley.
Die klassischen Jukeboxen der 1940er Jahre – auch „Golden Age“ genannt – stammten überwiegend von US-amerikanischen Herstellern wie Rudolph Wurlitzer Company, J. P. Seeburg, Rock-Ola, Evans oder Automatic Musical Instrument Corp. (AMI). Das Design war durch große, farbige und beleuchtete Pilaster aus Plexiglas gekennzeichnet. Bei einigen Modellen war die Wechselmechanik nicht sichtbar (Seeburg).
Zwischen 1941 und 1947 produzierte die Mills Novelty Company spezielle Film-Jukeboxen, auf denen kurze Musikfilme namens Soundies abgespielt werden konnten. Das aufkommende Fernsehen verhinderte aber eine weitere Verbreitung dieser Geräte.

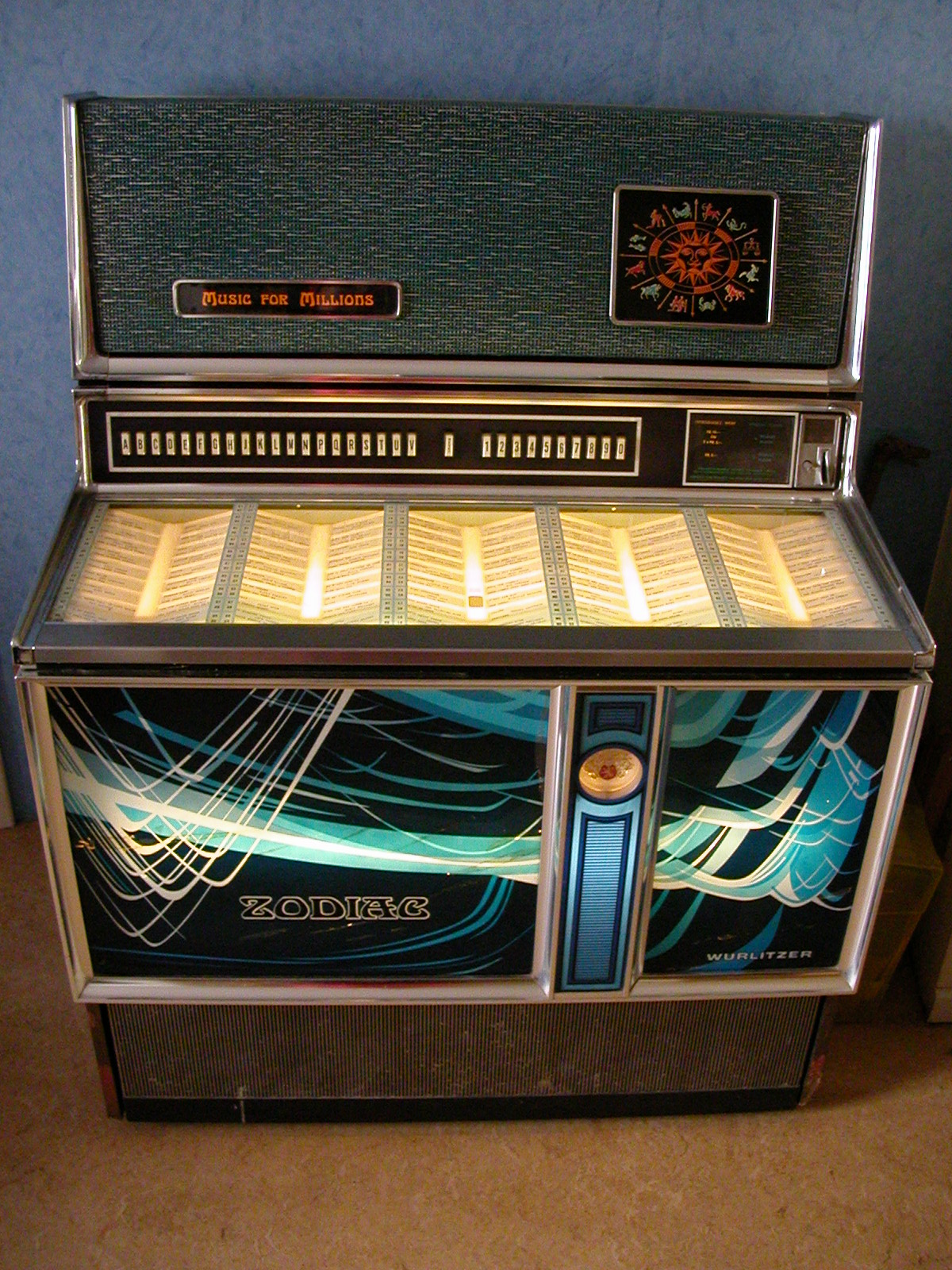
Wurlitzer 3500 Zodiac (1971)

In den 1950er Jahren – dem „Silver Age“ – wurden zunehmend Stilelemente des Fahrzeugdesigns übernommen (Heckflossen, Panoramascheiben, Rücklichter usw.). Bevorzugte Materialien waren Chrom und Glas.
Jukeboxen stellten über Jahrzehnte einen wichtigen Bestandteil der Popkultur dar. Auch in Hits wie Juke Box Jive (Rubettes, 1974), Juke Box Music (Kinks, 1977) und Juke Box Hero (Foreigner, 1981) wurden sie besungen.
Deutsche Hersteller wie Tonomat, Wiegandt, NSM-Löwen und Bergmann produzierten seit Anfang der 1950er Jahre. In der DDR begann die Produktion Ende 1959. Das Aussehen dieser Geräte erinnerte in der Regel mehr an Möbelstücke im Stil der Zeit. Es gab jedoch auch Ausnahmen wie die Modelle Telematic und Panoramic der Firma Tonomat.
Anfang der 1960er Jahre wurde in Hüllhorst die Deutsche Wurlitzer GmbH als Tochtergesellschaft der Wurlitzer Company (USA) eröffnet. Auch die Firma Harting, deren Jukeboxen bis dahin von Theo Bergmann (Hamburg) vertrieben wurden, gründete Mitte der 1960er Jahre eine deutsche Niederlassung.
In den 1980er Jahren führte – zusammen mit dem geänderten Freizeitverhalten – die Verbreitung persönlicher Abspielgeräte mit Kompaktkassetten (Walkman, gefolgt von den portablen CD-Spielern) zum Niedergang der Branche.
Seit dem Rock-’n’-Roll-Revival der 1980er Jahre gibt es in Deutschland eine aktive Sammlerszene. Die europaweit größte Messe ist die Rock Around The Jukebox, eine zweitägige Veranstaltung, die seit 1988 jährlich im Technikmuseum Autotron in Rosmalen (Niederlande) stattfindet. Restaurierte Jukeboxen sind u. a. im Rockmuseum Munich, dem Rundfunkmuseum Fürth sowie im Deutschen Museum in München zu sehen. Die weltgrößte Ausstellung zum Thema Jukeboxen mit 850 Exponaten befindet sich in Excalibur City, einem Einkaufszentrum und Vergnügungspark in Hatě, Tschechien.

## Aufbau und Technik

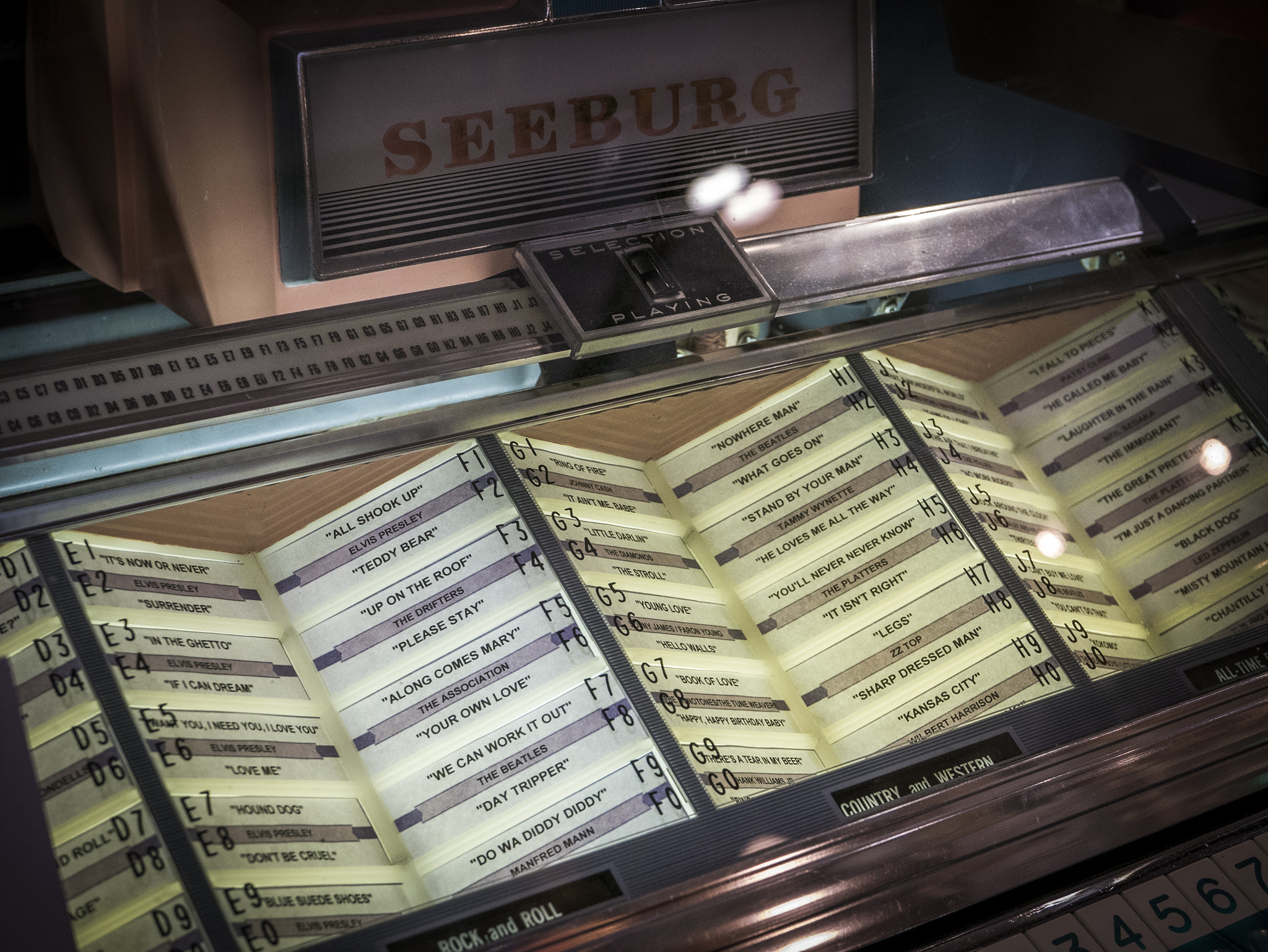
Typische Anzeige der wählbaren Musiktitel (Ausschnitt)

Besondere technische Herausforderungen lagen in der Münzprüfung, im Auswahlmechanismus und in der Abspieleinheit.
Eine Jukebox enthält zwischen 8 und 120 Schellackplatten, Singles, seltener Kassetten und ab 1982 auch Compact Discs, aus denen man nach Münzeinwurf über eine Tastatur oder eine Wählscheibe einen oder mehrere Titel auswählen kann.

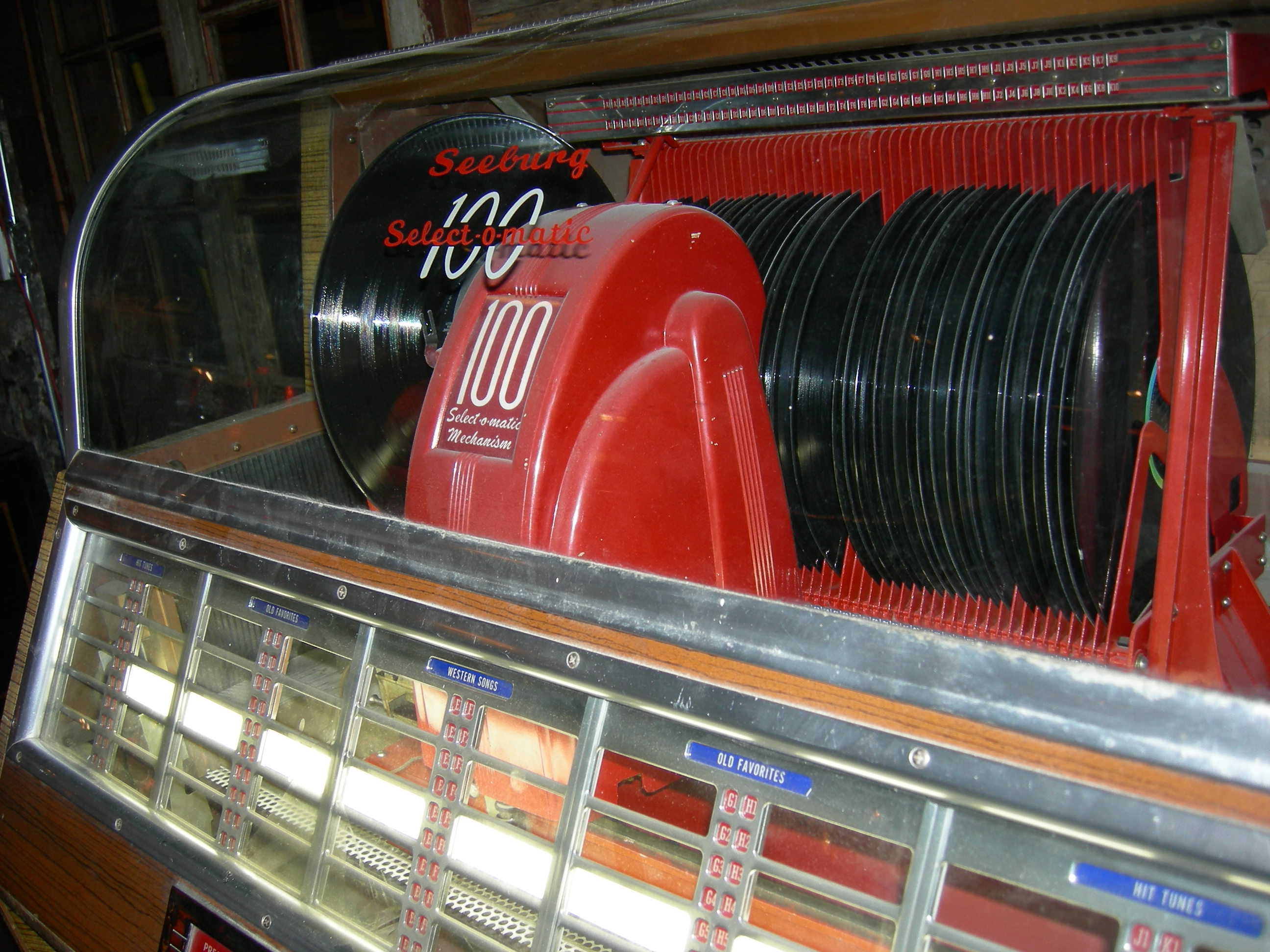
Seeburg M100B Select-o-matic (1951), Detail

Bis Anfang der 1960er Jahre dominierte die einsehbare Greif- und Abspielautomatik; danach verschwand sie zunehmend hinter den Titelhaltern oder einer bunt bedruckten Glasscheibe.
Die Musikwiedergabe erfolgte über eingebaute Röhrenverstärker und Lautsprecher; diese Bauteile wurden bei deutschen Geräten häufig von Fremdfirmen wie Philips oder Klein und Hummel zugekauft. Seit Anfang der 1970er Jahre kamen auch Transistorverstärker zum Einsatz.

## Produktion von Musikboxen in der DDR

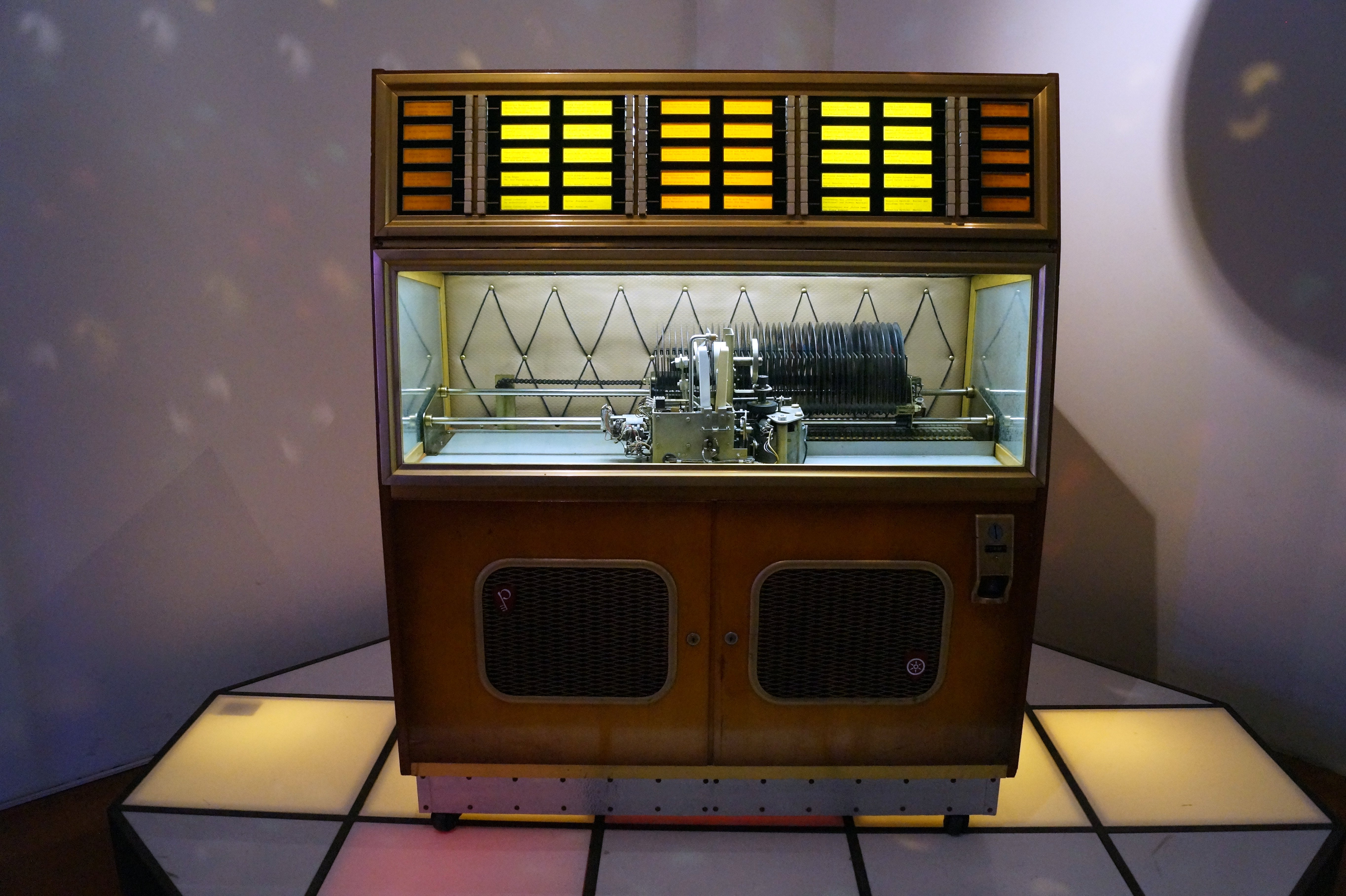
Musikbox Polyhymat 80 C aus DDR-Produktion, Mitte der 1960er Jahre

In der DDR begann die Produktion von Musikboxen 1960, nachdem die zuvor aus den USA importierten Geräte nicht mehr ausreichten. Grundlage war ein Beschluss vom 1. Dezember 1959, nachdem Musikboxen in der DDR erforderlich seien. Auf der Leipziger Frühjahrsmesse 1960 wurde das erste Gerät vom Typ 80 A, hergestellt von der Firma KG Görner, präsentiert. Im Gegensatz zu den Westfabrikaten verfügte diese Musikbox über eine beidseitige Vertikalabspielung der 40 Singleplatten, es konnten also 80 verschiedene Lieder oder Schlager per Knopfdruck abgespielt werden. Die Geräte wurden auch nach Schweden an einen Händler exportiert. Allerdings konnten nur weniger als 50 Geräte produziert werden, weil die Kapazität des Werks nicht ausreichte. 1962 ging daher die Produktion einer verbesserten Konstruktion an das Funkwerk Erfurt über. Die Musikbox galt nun als Konsumgut. Das neue Modell, Typ 80 B, verfügte über eine Röhren-Verstärker-Endstufe von 10 Watt und war damit in der Lage auch größere Räume mit Musik hinreichend zu beschallen. Das in dem Bild dargestellte Modell Polyhymat 80 C erhielt aber kein Gütezeichen, weil beispielsweise der Fremdspannungsabstand und störende Rumpelgeräusche nicht den Anforderungen entsprachen. Das Design der 1960er Jahre wurde mit dem Nachfolgemodell 80 D erreicht. Am 12. März 1966 verließ der 1000. Polyhymat das Funkwerk Erfurt. Stereofonie gab es mit dem Modell 80 E. Eine völlige Neukonstruktion war 1967 der Polyhymat 80 F. Wie im Westen seit Jahrzehnten üblich, wurde wieder die Horizontalabspielung der Platten eingeführt. Das Plattenmagazin verfügte nunmehr über 80 Singles, der Verstärker hatte jetzt designmäßig hervorgehobene Zwei-Wege-Lautsprecherboxen und dafür ein schlichteres Gehäuse. Doch zur Serienproduktion kam es nicht mehr, denn nun sollten im Funkwerk Erfurt Halbleiter hergestellt werden.
Außer diesen Musikboxen gab es in der DDR noch die Entwicklung und Produktion der Musik-Halbautomaten der Firma Böhm (Glauchau/Dresden). Diese waren wohl sogar weiter verbreitet, als die Polyhymat-Geräte. Die Geräte stammten aus Sachsen und trugen den Namen „Sachsenklang“. Die Aufstellung in Gaststätten erfolgte teils von privaten Aufstellern, evtl. auch von der Firma Böhm selbst. Für 2x10Pfg. konnte man sich einen Musiktitel anhören. 40 Schallplatten standen im Gerät horizontal in nummerierten Schlitzen. Darüber befand sich eine beleuchtetes Tableau, welches für jede Schallplatte ein Titelblättchen hinter Glas aufnehmen konnte. Aus den angebotenen 80 Titeln suchte man sich die gewünschte Platte heraus und nahm diese gemäß gefundener Nummer aus dem entsprechenden Schlitz. Die Schallplatte steckte man dann in den horizontalen Abspielschlitz, den gewünschter Musiktitel als Oberseite. Nach dem Abspiel wurde die Platte „ausgeworfen“, blieb jedoch im Abspielschlitz. Normalerweise wurde sie vom nächsten Bediener an ihren nummerierten Platz zurückgestellt, die nächste gewünschte Scheibe entnommen und eingelegt.